# Torneo masculino de hockey sobre hierba en los Juegos Olímpicos de Sydney 2000
El torneo masculino de hockey sobre hierba en los Juegos Olímpicos de Sídney 2000 se llevó a cabo en el Sydney Olympic Park Hockey Centre del 16 al 30 de septiembre de 2000.

## Clasificación
| Competición          | Fecha                                    | Sede                       | Plazas | Equipos clasificados                                                |
| -------------------- | ---------------------------------------- | -------------------------- | ------ | ------------------------------------------------------------------- |
| País anfitrión       | –                                        | –                          | 1      | Australia                                                           |
| Juegos Asiáticos     | 9 de diciembre – 19 de diciembre de 1998 | Bangkok ( Tailandia)       | 1      | India                                                               |
| Juegos Panamericanos | 24 de julio – 4 de agosto de 1999        | Winnipeg · ( Canadá)       | 1      | Canadá                                                              |
| Campeonato Europeo   | 1 – 12 de septiembre de 1999             | Padua · ( Italia)          | 2      | Países Bajos Alemania                                               |
| Copa de Oceanía      | 13 – 16 de junio de 1999                 | Brisbane ( Australia)      | 1      | Australia                                                           |
| Juegos Panafricanos  | 11 – 18 de septiembre de 1999            | Johannesburgo ( Sudáfrica) | 1      | Sudáfrica                                                           |
| Preolímpico          | 9 - 20 de marzo de 2000                  | Osaka ( Japón)             | 7      | España Pakistán Corea del Sur Polonia Reino Unido Malasia Argentina |
| TOTAL                |                                          |                            | 12     | 12                                                                  |

1. ↑  Al estar el ganador ya clasificado por ser el anfitrión, la plaza quedó vacante y se amplió en uno las plazas del torneo preolímpico.
2. ↑  El equipo sudafricano se retiró, siendo su plaza correspondiente otorgada a la selección Argentina al haber finalizado séptima en el torneo preolímpico.

## Formato de competición
El torneo contó con 12 equipos participantes, divididos en dos grupos de seis y jugando en sistema de todos contra todos. Los dos mejores de cada grupo acceden a un sistema de eliminación directa hasta llegar a la final; los ganadores de cada semifinal se enfrentan para determinar las medallas de oro y plata, mientras que los perdedores juegan un partido definitorio para la medalla de bronce.

## Equipos participantes
| Grupo A            | Grupo B             |
| ------------------ | ------------------- |
| Alemania (GER)     | Argentina (ARG)     |
| Canadá (CAN)       | Australia (AUS)     |
| Malasia (MAS)      | Corea del Sur (KOR) |
| Países Bajos (NED) | España (ESP)        |
| Pakistán (PAK)     | India (IND)         |
| Reino Unido (GBR)  | Polonia (POL)       |

## Primera fase[1]
Los primeros dos equipos de cada grupo alcanzan las semifinales.

#### Grupo A
| Equipo             | J | G | E | P | GF | GC | DG | PTS |
| ------------------ | - | - | - | - | -- | -- | -- | --- |
| Pakistán (PAK)     | 5 | 2 | 3 | 0 | 15 | 6  | +9 | 9   |
| Países Bajos (NED) | 5 | 2 | 2 | 1 | 11 | 8  | +3 | 8   |
| Alemania (GER)     | 5 | 2 | 2 | 1 | 7  | 6  | +1 | 8   |
| Reino Unido (GBR)  | 5 | 1 | 2 | 2 | 8  | 16 | -8 | 5   |
| Malasia (MAS)      | 5 | 0 | 4 | 1 | 5  | 6  | -1 | 4   |
| Canadá (CAN)       | 5 | 0 | 3 | 2 | 7  | 11 | -4 | 3   |

- Encuentros disputados

| Fecha | Hora¹ | Partido            | Partido | Partido           | Resultado |
| ----- | ----- | ------------------ | ------- | ----------------- | --------- |
| 16.09 | 13:30 | Países Bajos (NED) | -       | Reino Unido (GBR) | 4 - 2     |
| 16.09 | 18:30 | Canadá (CAN)       | -       | Pakistán (PAK)    | 2 - 2     |
| 16.09 | 20:30 | Malasia (MAS)      | -       | Alemania (GER)    | 0 - 1     |
| 18.09 | 10:30 | Países Bajos (NED) | -       | Malasia (MAS)     | 0 - 0     |
| 18.09 | 13:30 | Reino Unido (GBR)  | -       | Pakistán (PAK)    | 1 - 8     |
| 18.09 | 15:30 | Alemania (GER)     | -       | Canadá (CAN)      | 2 - 1     |
| 20.09 | 13:30 | Países Bajos (NED) | -       | Canadá (CAN)      | 5 - 2     |
| 20.09 | 15:30 | Malasia (MAS)      | -       | Reino Unido (GBR) | 2 - 2     |
| 21.09 | 15:30 | Alemania (GER)     | -       | Pakistán (PAK)    | 1 - 1     |
| 23.09 | 13:30 | Malasia (MAS)      | -       | Pakistán (PAK)    | 2 - 2     |
| 23.09 | 20:30 | Países Bajos (NED) | -       | Alemania (GER)    | 2 - 2     |
| 24.09 | 19:00 | Reino Unido (GBR)  | -       | Canadá (CAN)      | 1 - 1     |
| 26.09 | 10:30 | Malasia (MAS)      | -       | Canadá (CAN)      | 1 - 1     |
| 26.09 | 15:30 | Países Bajos (NED) | -       | Pakistán (PAK)    | 0 - 2     |
| 26.09 | 18:30 | Alemania (GER)     | -       | Reino Unido (GBR) | 1 - 2     |

- (¹) -  Hora local de Sídney (UTC+11)

#### Grupo B
| Equipo              | J | G | E | P | GF | GC | DG | PTS |
| ------------------- | - | - | - | - | -- | -- | -- | --- |
| Australia (AUS)     | 5 | 3 | 2 | 0 | 12 | 6  | +6 | 11  |
| Corea del Sur (KOR) | 5 | 2 | 2 | 1 | 9  | 7  | +2 | 8   |
| India (IND)         | 5 | 2 | 2 | 1 | 9  | 7  | +2 | 8   |
| Argentina (ARG)     | 5 | 1 | 2 | 2 | 13 | 13 | 0  | 5   |
| Polonia (POL)       | 5 | 1 | 2 | 2 | 12 | 14 | -2 | 4   |
| España (ESP)        | 5 | 0 | 2 | 3 | 7  | 15 | -8 | 2   |

- Encuentros disputados

| Fecha | Hora¹ | Partido             | Partido | Partido             | Resultado |
| ----- | ----- | ------------------- | ------- | ------------------- | --------- |
| 16.09 | 15:30 | España (ESP)        | -       | Corea del Sur (KOR) | 1 - 1     |
| 17.09 | 08:30 | Australia (AUS)     | -       | Polonia (POL)       | 4 - 0     |
| 17.09 | 10:30 | Argentina (ARG)     | -       | India (IND)         | 0 - 3     |
| 19.09 | 10:30 | España (ESP)        | -       | Polonia (POL)       | 1 - 4     |
| 19.09 | 18:30 | Argentina (ARG)     | -       | Corea del Sur (KOR) | 2 - 2     |
| 19.09 | 20:30 | Australia (AUS)     | -       | India (IND)         | 2 - 2     |
| 21.09 | 08:30 | Corea del Sur (KOR) | -       | India (IND)         | 2 - 0     |
| 21.09 | 10:30 | Argentina (ARG)     | -       | Polonia (POL)       | 5 - 5     |
| 21.09 | 13:30 | España (ESP)        | -       | Australia (AUS)     | 2 - 2     |
| 23.09 | 15:30 | España (ESP)        | -       | India (IND)         | 2 - 3     |
| 23.09 | 18:30 | Australia (AUS)     | -       | Argentina (ARG)     | 2 - 1     |
| 24.09 | 21:00 | Polonia (POL)       | -       | Corea del Sur (KOR) | 2 - 3     |
| 25.09 | 08:30 | España (ESP)        | -       | Argentina (ARG)     | 1 - 5     |
| 26.09 | 13:30 | Australia (AUS)     | -       | Corea del Sur (KOR) | 2 - 1     |
| 26.09 | 20:30 | Polonia (POL)       | -       | India (IND)         | 1 - 1     |

- (¹) -  Hora local de Sídney (UTC+11)

## Fase final[1]
|  | Semifinales               | Semifinales               |        |                           | Final                     | Final  |  |
|  |                           |                           |        |                           |                           |        |  |
|  |                           |                           |        |                           |                           |        |  |
|  | 28 / 09 / 2000 - 14:00 h. |                           |        |                           |                           |        |  |
|  | Pakistán (PAK)            | 0                         |        |                           |                           |        |  |
|  | Corea del Sur (KOR)       | 1                         |        |                           |                           |        |  |
|  |                           |                           |        |                           |                           |        |  |
|  |                           |                           |        |                           | 30 / 09 / 2000 - 20:00 h. |        |  |
|  |                           |                           |        |                           | Corea del Sur (KOR)       | 3 (4)¹ |  |
|  |                           | Países Bajos (NED)        | 3 (5)¹ |                           |                           |        |  |
|  |                           |                           |        |                           |                           |        |  |
|  |                           |                           |        |                           |                           |        |  |
|  |                           |                           |        |                           | Tercer puesto             |        |  |
|  | 28 / 09 / 2000 - 20:00 h. | 28 / 09 / 2000 - 20:00 h. |        | 30 / 09 / 2000 - 17:30 h. | 30 / 09 / 2000 - 17:30 h. |        |  |
|  | Australia (AUS)           | 0 (4)¹                    |        | Pakistán (PAK)            | 3                         |        |  |
|  | Países Bajos (NED)        | 0 (5)¹                    |        |                           | Australia (AUS)           | 6      |  |

(¹) -  Lanzamiento de Penalty Strokes

## Medallero[4]
| | | |
| Países Bajos (NED) Ronald Jansen Erik Jazet Wouter van Pelt Bram Lomans Diederik van Weel Stephan Veen Jeroen Delmee Jacques Brinkman Remco van Wijk Teun de Nooijer Jaap-Derk Buma Peter Windt Sander van der Weide Piet-Hein Geeris Marten Eikelboom Entrenador/a Maurits Hendriks | Corea del Sur (KOR) Kim Yoon Ji Seong-Hwan Seo Jong-Ho Kim Chel-Hwan Kim Yong-Bae Han Hyung-Bae Kim Kyung-Seok Kim Jung-Chul Song Seung-Tae Kang Keon-Wook Kong Keon-Wook Hwang Jong-Hyun Lim Jung-Woo Jeon Jong-Ha Jeon Hong-Kwon Yeo Woon-Kon Lim Jong-Chun Entrenador/a Kim Sang-Ryul | Australia (AUS) Michael Brennan Adam Commens Jason Duff Troy Elder James Elmer Damon Diletti Lachlan Dreher Paul Gaudoin Jay Stacy Daniel Sproule Stephen Davies Michael York Craig Victory Stephen Holt Matthew Wells Brent Livermore Entrenador/a Terry Walsh |